# Kohabitace
Kohabitace (francouzsky cohabitation, česky soužití) je politologický termín, který označuje systém rozdělené vlády, který se vyskytuje v poloprezidentských republikách, jako je například Francie. Označuje stav, kdy je prezident a předseda vlády z odlišných politických táborů, takže se prezident nemůže opřít o většinu v parlamentu, především v dolní komoře. Přestože má prezident rozsáhlé kompetence, jsou během kohabitace značně omezeny jen na zahraniční a bezpečnostní politiku. Ve vnitřní politice státu je naopak hlava státu nucena úzce spolupracovat s vládou a parlamentem z opačného politického tábora. Dochází k ní, protože poloprezidentský systém nutí prezidenta jmenovat premiéra, který bude přijatelný pro většinu v parlamentu. Kohabitace se tak děje kvůli dualitě výkonného orgánu: vládne nezávisle zvolený prezident a premiér, který musí být zároveň přijatelný jak pro prezidenta, tak pro zákonodárce.

## Finsko
Finská Ústava, jež byla sepsána po vyhlášení samostatnosti, byla ve svém originálním znění podobná ústavě francouzské. Obsahovala explicitní ustanovení, jež tvrdilo, že prezident se musí soustředit především na udržení národní bezpečnosti a dobrých mezinárodních vztahů. Toto uspořádání bylo kompromisem mezi požadavky monarchistů a parlamentaristů. Zjednodušeně, namísto konstituční monarchie byla ustanoveno silné prezidentství. Nová ústava z roku 2000 ale pravomoc prezidenta omezila tím, že převedla část jeho práv a povinností na předsedu vlády. Kohabitace se objevila opakovaně a to především proto, že je ve Finsku hned několik politických stran, které nejsou silně pravicové či levicové. Dalším důvodem také je, že funkční období prezidenta republiky je delší (6 let) než funkční období členů parlamentu (4 roky). Prezident by měl být striktně nestranný, a proto se většinou prezidenti během svého funkčního období oficiálně vzdají příslušnosti k politické straně.

## Francie

### Vznik
Kohabitace vznikla v období Páté Francouzské republiky, avšak neúmyslně. Tato konstituce spojila dohromady prezidenta s výkonnými pravomocemi a premiéra odpovědného za parlament. Hlavním úkolem prezidenta bylo ukončit stav mrtvého bodu a rozhodně jednat, aby se zabránilo stagnaci převládající ve Čtvrté Francouzské republice; premiér měl řídit práci vlády poskytnout silné vedení v legislativní oblasti a pomoci překonat stranické spory.
Od roku 1962 jsou francouzští prezidenti voleni lidovým hlasováním, které nahradilo systém sboru volitelů, který byl použit pouze jednou. Tato změna měla zajistit to, aby prezident tzv. Páté Francouzské republiky měl větší moc, než mu zajišťovala původní ústava. Prezident byl nadále považován za symbol a ztělesnění národa, a navíc k tomu dostal mandát od lidu. Samozřejmě, že i většinová strana v Národním shromáždění Francouzské republiky (Assemblée nationale, dolní komora francouzského parlamentu) si zachovala moc. Ale protože lidem zvolený prezident jmenoval premiéra, bývalý premiér byl považován za rozhodujícího jakéhokoli konfliktu mezi výkonným a zákonodárným orgánem. Nerovnováha je také ilustrována skutečností, že prezident může kdykoli rozpustit Národní shromáždění (ale ne více než jednou za rok), zatímco zákonodárce nemá žádné pravomoci k odvolání prezidenta.
Jediným omezením moci prezidenta ze strany vlády byl fakt, že prezidentův výběr premiéra muselo schválit Národní shromáždění, protože shromáždění může odvolat vládu na základě hlasování o nedůvěře, s čímž souvisí to, že si premiér musí v Národním shromáždění zajistit většinu.
Několikrát bylo kohabitaci zabráněno rozpuštěním Národního shromáždění a vypsáním nových voleb. Tak se stalo např. v roce 1981 po zvolení socialistického prezidenta Francoise Mitteranda. Pravicová koalice pod vedením gaullistické strany RPR (Rassemblement pour la République, česky Sdružení pro republiku) měla v té době většinu v Národním shromáždění. Avšak Mitterand téměř ihned po svém zvolení vyhlásil parlamentní volby, po kterých většinu získali socialisté a případná krize tak byla ukončena.  
Avšak poté se v roce 1986 konaly další parlamentní volby do Národního shromáždění, ve kterých socialisté svou většinu ztratili. Mitterand ale zůstal prezidentem a došlo tak k první kohabitaci. 

### Kohabitace v praxi
Během Páté Francouzské republiky došlo ke kohabitaci celkem čtyřikrát:

#### Mitterand-Chirac (1986–1988)
Po volbách roku 1986 byl Francois Mitterand donucen na místo premiéra dosadit Jacquea Chiraca, lídra pravicové strany RPR která byla největší stranou ve většinové vládní koalici. Během této kohabitace se prezident Mitterand zaměřil na zahraniční politiku a Chiracovi umožnil řešit vnitřní záležitosti. Chirac tak začal rušit některé Mitterandovy reformy například tím, že snížil daně a zprivatizoval některé národní podniky. V průběhu vlády došlo i k vypjatým situacím, například když Mitterand odmítl podepsat vládní nařízení a zpomaloval reformy tím, že vyžadoval, aby Chirac nechával vládní rozhodnutí schvalovat parlamentem. Celé to skončilo po dvou letech, v roce 1988, kdy byl Mitterand znovu zvolen prezidentem a vyhlásil nové parlamentní volby, které vyhrála levice.

#### Mitterrand-Balladur (1993–1995)
V roce 1993 se prezident Mitterand dostal do podobné situace, kdy ve volbách pravice získala 80% většinu v Národním shromáždění. Opět musel na místo premiéra jmenovat člena opozice (strany RPR a UDF), tentokrát Édouarda Balladura, neboť Chirac se tou dobou ucházel o post prezidenta. Balladur si tuto pozici udržel po celou dobu kohabitace až do 18. května 1995, kdy byl prezidentem zvolen Jacques Chirac.

#### Chirac–Jospin (1997–2002)
Když se roku 1995 Jacques Chirac stal prezidentem, pravice měla většinu, takže premiérem mohl jmenovat Alaina Juppé, člena vlastní politické strany RPR, čímž měla skončit kohabitace. Tato spolupráce prezidenta se shromážděním neměla skončit dřív, než roku 1998, kdy měly být volby do Národního shromáždění.
Avšak v roce 1997 prezident Chirac rozpustil parlament a vyhlásil předčasné parlamentní volby. Tento jeho nešťastný krok vedl k vítězství levice a pravice tak ztratila výhodu většiny. Chirac byl nucen na místo premiéra jmenovat socialistu Lionela Jospina. Ten si pozici udržel pět let, tedy až do roku 2002, a jednalo se tak o zatím nejdelší kohabitaci ve Francii. Chirac označil tento stav za „paralýzu“.
Když byl Jospin premiérem, Chiracův politický vliv byl omezen a neměl žádnou moc nad významnými reformami, které zavedla levicová většina. Jedním z příkladů je zákon z roku 1998, který vedl ke zkrácení délky pracovního týdne z 39 na 35 hodin.

#### Macron–Philippe (2017)
Emmanuel Macron se stal prezidentem v květnu 2017, ale tou dobou jeho politická strana En Marche! neměla ve shromáždění ani jedno křeslo. Předsedou vlády jmenoval starostu města Le Havre, republikána Édouarda Philippe. Bylo to vůbec poprvé ve francouzské historii, kdy prezident jmenoval premiérem člena jiné strany, aniž by k tomu byl nucen porážkou v parlamentních volbách. V následných červnových parlamentních volbách získala En Marche! absolutní většinu. Republikáni přešli do opozice, Philippe ale premiérem zůstal až do roku 2020 (byl však z republikánských řad vyloučen).

### Poznatky
- Jako cohabitation se neoznačuje vláda prezidenta Valéryho Giscarda d'Estainga, přestože ani jeden z jeho premiérů nepocházel ze stejné politické strany UDF: Jacques Chirac byl konzervativní a Raymond Barre bezpartijní.
- Někteří odbornící (Lijphart, 1999: 110) tvrdí, že Pátá Francouzská republika obvykle funguje jako prezidentský systém, ale během kohabitace se z hlediska domácí politiky změní parlamentní systém, v němž premiér kontroluje legislativní program a pravomoci prezidenta jsou omezeny na zahraniční politiku a obranu.
- Běžným problémem během kohabitace je to, že každý vůdce chce prosadit svou politiku, aby se zavděčil veřejnosti a získal tak hlasy do příštích voleb. Kvůli vzájemnému soupeření mezi všemi stranami dochází k velmi malému celkovému pokroku, jelikož se strany vzájemně drží zpátky. Zatímco lídři stejného politického spektra si navzájem pomáhají při rozhodování a výkonu moci, kohabitace může vést k poklesu vnitrostátních autorit a k tomu, aby že země navenek působí neurčitě.
- Ačkoli se to zdálo nepravděpodobné, mezi lety 1986 až 2006 došlo ve Francii ke kohabitaci celkem třikrát, což ukazuje, že se francouzští občané nebojí situace, kdy mají dvě strany sdílenou moc.
- Zkrácením mandátu prezidenta republiky ze sedmi na pět let se prezidentské i parlamentní volby konají ve stejném roce. Jedním z důvodů této ústavní změny prosazené referendem z 24. září 2000 byla snaha vyvarovat se do budoucna další cohabitation.
- K významným teoretikům kohabitace patří francouzský politolog Maurice Duverger.

### Budoucí vyhlídky
V roce 2000 bylo funkční období prezidenta republiky zkráceno ze sedmi na pět let. Tato změna byla odhlasována v rámci referenda. Kromě toho také probíhají parlamentní volby měsíc po volbách prezidentských, čímž vzniká „vítězná dynamika“. Ta povzbuzuje vítěze prezidentských voleb, aby potvrdil své vítězství i během pozdějších parlamentních voleb.
Blízká simultánnost prezidentských a legislativních voleb činí kohabitaci méně pravděpodobnou. Vyhlídky na změnu veřejného mínění mezi volbami jsou nízké, ale kohabitace je možná i za situace, kdy veřejné mínění zůstává neměnné. Pokud máme například skupinu levicově zaměřených voličů, jejich hlasy mohou být rozděleny mezi dva nebo tři různé prezidentské kandidáty, což činí výhru kteréhokoliv z nich nepravděpodobnou. Tento problém ale nemusí nastat i u voleb parlamentních, což povede k vzájemně rozdílnému výsledku těchto dvou voleb. Také může nastat situace, kdy strana, která získala většinovou podporu jak v parlamentních tak prezidentských volbách, nezvládne kontrolovat Národní shromáždění, protože je podpora rozložena nerovnoměrně mezi legislativní oblasti.
Ke kohabitaci také může dojít v případě, že prezidentské a parlamentní volby proběhnou ve větším časovém rozestupu způsobeném mimořádnými událostmi. Prezident může například rozpustit Národní shromáždění a vypsat nové volby, což teoreticky může vést k výhře strany jiné politické orientace (ačkoliv by se prezident snažil volbám vyhnout, pokud by takový výsledek očekával). Dne 9. června 2024 byly zveřejněny první povolební odhady voleb do Evropského parlamentu. Koalice vedená hnutím Obnova prezidenta Emmanuela Macrona získalo okolo 15 procent a krajně pravicové Národní sdružení (RN) Marine Le Penové získalo přibližně 32 procent hlasů. Prezident Emmanuel Macron v reakci na jasnou porážku své strany v eurovolbách oznámil, že rozpouští Národní shromáždění a vypíše nové volby.
Další situací, kdy může dojít ke kohabitaci, může být nečekaná smrt prezidenta, jeho rezignace či neschopnost zastávat úřad. Poté by nutně musely být vypsány nové prezidentské volby. V tomto případě by sice teoreticky ke kohabitaci dojít mohlo, ale vzhledem k tomu, že by nový prezident s největší pravděpodobností rozpustil stávající Národní shromáždění a vyhlásil volby nové, není to očekávaný výsledek.

## Gruzie
Gruzie prošla obdobím kohabitace v letech 2012 a 2013. Tato situace byla způsobena porážkou Sjednocené národní strany stranou Gruzínský sen v parlamentních volbách v roce 2012. Současně ale vešel v platnost i nový ústavní systém a lídr poražené strany, tehdejší prezident Michail Saakašvili, musel jmenovat lídra strany Gruzínský sen Bidzina Ivanišviliho předsedou vlády. Zpráva Evropské komise uvádí, že ukončením Saakashvilo druhého funkčního období jakožto prezidenta republiky a zvolením Giorgiho Margvelašviliho, který byl členem strany Gruzínský sen, jakožto jeho nástupce dokončila Gruzie komplexní a poklidný přechod z prezidentského na parlamentní systém. Ve stejné zprávě bylo také období kohabitace charakterizováno jako „neklidné, ale fungující.“

## Polsko
V Polsku nesmí být prezident během vykonávání této funkce členem politické strany. Kohabitace zde nastala v roce 2007, kdy byl prezident Lech Kaczyński nucen jmenovat Donalda Tuska.

## Rumunsko
Rumunská politická krize v roce 2012 byla hlavním politickým konfliktem mezi premiérem Victorem Pontou ze Sociálně-demokratické strany a středopravicovým prezidentem Traianem Băsescou, který začal poté, co prezident v květnu 2012 Victora Pontu pověřil sestavením vlády. Spor vedl k občanské neposlušnosti a k údajnému úpadku demokracie, jež trval až do prosince téhož roku, kdy obě strany podepsaly dohodu o institucionální kohabitaci.

## Rusko
V Ruské federaci musí Státní duma (neboli dolní komora) schválit předsedu vlády vybraného prezidentem. Nicméně pokud Státní duma kandidáta třikrát zamítne, má prezident právo ji rozpustit a vyhlásit nové parlamentní volby, které ale nemohou proběhnout dříve než rok od posledních parlamentních voleb. Během tohoto ročního období proto může dojít ke kohabitaci.
Ačkoliv je po zbytek času velmi nepravděpodobné, že by ke kohabitaci došlo, může se tak stát v případě, kdy ve Státní dumě není stabilní většina loajální prezidentovi. Tímto způsobem nastala kohabitaci v letech 1998 a 1999, kdy Státní duma dvakrát odmítla prezidentova kandidáta na předsedu vlády Viktora Černomyrdina. Předčasné volby nepřipadaly v úvahu kvůli riziku, že by opozice i většina pouze upevnili své postavení, což by ještě více zkomplikovalo vztahy mezi prezidentem a parlamentem. Tehdejší prezident Boris Jelcin byl proto zahnán do kouta a nezbývalo mu nic jiného, než jakožto dalšího předsedu vlády jmenovat Jevgenije Primakova, který měl silnou podporu v levicové opozici.

## Srí Lanka
Srílanská politika byla po několik let svědkem vyostřeného boje mezi prezidentem a předsedou vlády, kteří patřili ke dvou různým politickým stranám. Konflikt byl vyvolán tím, že měl každý z nich jiný názor na vyjednávání s tzv. Tamilskými tygry, místní ozbrojenou skupinou, která měla částečně na svědomí dlouhodobě trvající občanskou válku. Od roku 2004 má prezident v zemi větší politickou moc.

## Ukrajina
Ke kohabitaci došlo také v poloprezidentské Ukrajině mezi let 2006 a 2010. Ukrajinský prezident Viktor Juščenko musel v srpnu 2006 jmenovat svého rivala z prezidentských voleb konajících se v roce 2004 Viktora Janukovyče předsedou vlády.

## Palestinská autonomie
Palestinská autonomie, kvazistátní administrativní organizace zodpovědná za správu částí palestinských území, funguje na principu poloprezidentské republiky od vzniku úřadu předsedy vlády na jaře roku 2003. Ačkoliv má prezident pravomoc jmenovat předsedou vlády kohokoliv, dle nevyřčené dohody byl vždy předseda vybrán ze strany s největším počtem mandátů v legislativní radě. Toto uspořádání vedlo k období kohabitace, které započalo v roce 2006 po parlamentních volbách. Tehdy totiž prezident Mahmúd Abbás jmenoval lídra vítězného politického hnutí Hamás Ismaila Haniyeha předsedou vlády. Období kohabitace každopádně netrvalo dlouho, protože v prosinci 2006 započal vyhrocený konflikt mezi dvěma hlavními palestinskými hnutími Fatah a Hamás. Ten 14. června 2007 vedl až k ustanovení prozatímní vlády, v jejímž čele stál Salam Fayyad.

## Ostatní země
Kohabitace se ze zásady neobjevuje v zemích s běžným prezidentským systémem. Ve státech s prezidentskou demokracií, například ve Spojených státech amerických, není nezvyklé, že jsou prezident a zákonodárce členy dvou různých stran. Za této situace je výkonná moc v rukou prezidenta, zatímco za legislativu odpovídá předsedy vlády. Z tohoto příkladu je patrné, že ke kohabitaci dochází pouze v systémech s parlamentní vládou a přímo voleným prezidentem (tj. v poloprezidentských systémech).
Teorie kohabitace není limitovaná pouze na Francii, neexistuje ale velké množství zemí s konstituční strukturou, ve kterých by k ní dojít mohlo. Každopádně mnoho nových demokratických států ve východní Evropě se zřízením Francii podobá, a proto by se kohabitace mohla objevovat častěji, než tomu bylo dodnes. Pokud ale tyto země začnou stejně jako Francie volit své funkcionáře i zákonodárce současně, ke kohabitaci by pravděpodobně i nadále docházelo jen velmi zřídka.